# عیدی‌سازی

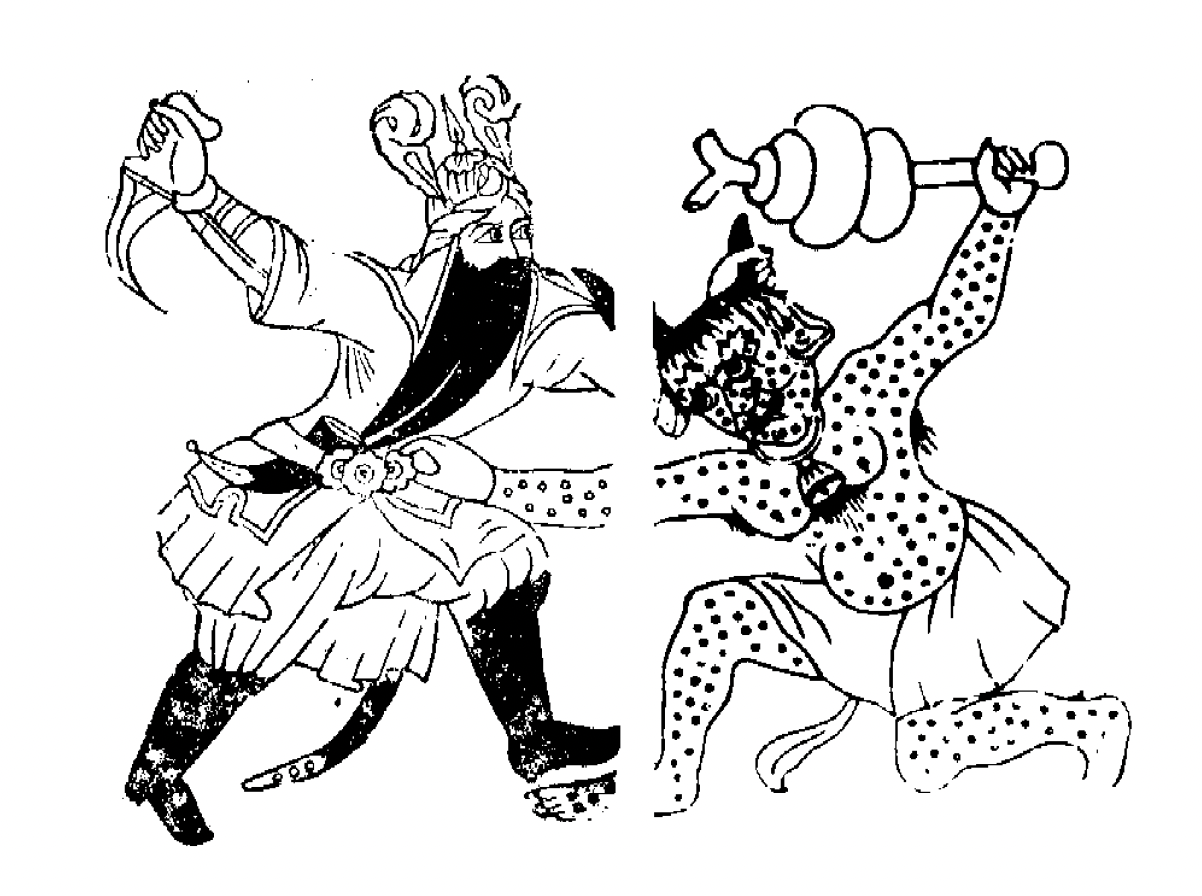
جنگ رستم و دیو سپید، دو کلیشه مربوط به یک تصویر از مجموعه عیدی سازی

عیدی‌سازی به مجموعه آثار هنری عامیانه از جنس چاپ چوب در دورهٔ قاجار گفته می‌شود. این آثار باسمه‌ای، موضوعهای رزمی، بزمی، دینی و گاه صحنه‌های زندگی روزمره را نشان می‌دادند. وجه تسمیه عیدی‌سازی از آنجاست که تصویرهایی که روی کاغذ چاپ می‌شدند، در نوروز به مکتبخانه‌ها، شاگردان مکتبی و مکتبدارها به عنوان عیدی داده می‌شد.

## سابقه
این هنر عامیانه از زمان زندیه وجود داشته‌است و سابقهٔ آن به اواخر سده دوازدهم هجری و شاید پیش‌تر می‌رسد. در نیمه حکومت قاجار، و با ورود و رواج تصاویر چاپی اروپایی، به تدریج از محبوبیت آنها کاسته شد و تولیدکنندگان این آثار نیز دیگر رغبتی به خلق آنها نشان ندادند. تنها نمونه‌های عیدی سازی، در ناحیهٔ نیشابور و از هنرمندی به نام سیدعلی علمدار به دست آمده‌است. از دلایل رواج این هنر در خانواده علمدار در نیشابور به دلیل اشتغال آنها در ساختن علمهای چوبی و حرفه در کار کنده کاری چوب برای محرم برمی‌گردد.

## تکنیک
برای درست کردن مهرها که حدوداً ابعادی بین ۴ در ۸ سانتی‌متر تا ۳۰ در ۴۰ سانتی‌متر دارند، از چوب درخت گلابی استفاده می‌شد. به این ترتیب که هر قالب مهر، ۸ سانتی‌متری از چوب درخت گلابی را از ارتفاع برش می‌دادند. چوبهای برش خورده را مدتی طولانی در روغن بزرک یا زیتون می‌خواباندند تا به واسطهٔ نرم شدن چوب راحت تر بتوان روی آن کنده کاری کرد. سپس طرحهایی با موضوع رزم و بزم و دین و زندگی روزمره بر روی آنها طراحی و سپس توسط وسایل کنده کاری مهر را ایجاد می‌کردند. برای چاپ، مهر را بر روی بالشتک آغشته به دوده، کتیرا و نبات فشار می‌دادند و سپس نقش را بر کاغذ فشار می‌دادند.